# Obelisco Agonal
El Obelisco Agonal (en italiano, Obelisco Agonale), también conocido como Obelisco de Domiciano o Obelisco Pamphilio, es un obelisco realizado en el antiguo Egipto y que corona la Fuente de los Cuatro Ríos en la plaza Navona de Roma.

## Historia
El origen del obelisco se encuentra en un encargo del emperador de Domiciano (reinó desde el 81 d. C. hasta el 96 d. C.) a las canteras de Asuán. Fue trasladado a Roma donde estuvo entre el Templo de Isis y Serapis del Campo Marzio. En el siglo IV d. C. el obelisco fue trasladado por Majencio al circo construido en honor de su hijo Rómulo, muerto en el 309 d. C.
En los años finales de la década de 1630, Thomas Howard, XIV conde de Arundel intentó exportarlo a Inglaterra, pero le fue prohibido por Urbano VIII.

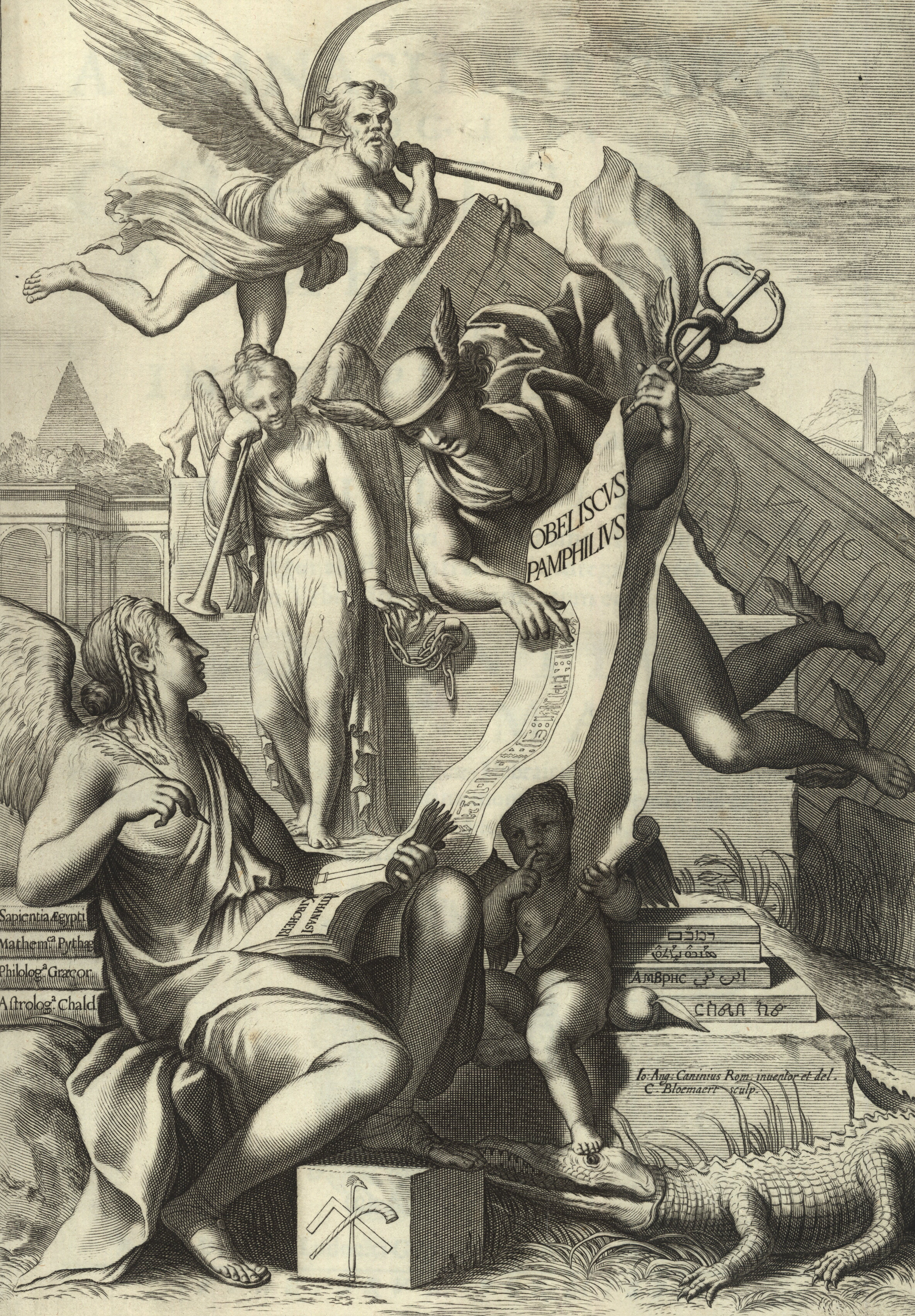
Portada de la obra Obeliscvs Pamphilivs de Kircher (1650).

A finales de la década de 1640 el papa Inocencio X decidió la conducción de agua proveniente del Aqua Virgo hasta la plaza Navonna en la que se situaba el palacio de su familia. Con este motivo se planteó una reforma de la plaza que incluiría una fuente, que debería incorporar los restos del obelisco que se encontraba en las ruinas del Circo de Majencio. Los trabajos de exhumación y reconstrucción del obelisco fueron encomendados por el papa Inocencio X al erudito jesuita Atanasio Kircher, bajo la dirección de Luca Torreggiani, arzobispo de Rávena. En 1648 Inocencio X visitó los trabajos que se llevaban a cabo en el Circo de Majencio.
Al año siguiente se produjo la colocación del obelisco en su ubicación actual, aunque los trabajos en la fuente se extenderían hasta 1651.
En 1650 el jesuita Kircher publicó su obra Obeliscus Pamphilius en que consignaba sus intentos de reconstruir la totalidad de los jeroglíficos del obelisco (entonces fragmentado) proponiendo un desciframiento de estos. Fruto de este impulso de Inocencio X y de la obra de Kircher, el obelisco pasó a denominarse también como Obeliscus Pamphilius por el apellido del pontífice.

## Descripción
Se trata de un prisma sobre una base cuadrada con una altura de 16,53 metros.
En su situación actual alcanza una altura de unos 30 metros de alto, por su colocación sobre las rocas que componen la base de la Fuente de los Cuatro Ríos.